# Schloßau (Mudau)
Schloßau ist ein Ortsteil von Mudau im Neckar-Odenwald-Kreis in Baden-Württemberg.

## Geographie
Schloßau liegt im Odenwald auf etwa 510 m ü. NHN am Oberlauf des Teufelsbaches. Durch das Dorf führt die Landesstraße 585 von Mudau kommend Richtung Kailbach. Südlich liegt das Dorf Waldauerbach, nördlich befindet sich Ernsttal. Im Norden der Gemarkung von Schloßau verläuft die Landesgrenze zu Bayern, im Westen die zu Hessen. Schloßau befindet sich auf der Wasserscheide Main/Neckar, denn der durch den Ort verlaufende Teufelsbach, erreicht über die Mud den Main und der am westlichen Ortsrand entspringende Bach fließt über die Itter dem Neckar zu. Etwas außerhalb befindet sich das Naturschutzgebiet Klingheumatte.

## Geschichte
Erste Besiedlungen von Schloßau gab es bereits um das Jahr 100 n. Chr. in der Römerzeit. In der Umgebung des heutigen Dorfes wurde der Odenwaldlimes mit dem Kastell Schloßau errichtet. In dieser Zeit wird auch eine bürgerliche Siedlung vermutet, die, nach dem Abzug der Römer, um ca. 250 n. Chr., wohl aufgegeben wurde.
Erstmals urkundlich erwähnt wurde Schloßau am 19. Mai 1271 anlässlich des Verkaufs der Burg Wildenberg mit den zugehörigen Dörfern Kirchzell, Buch, Preunschen, Donebach, Mörschenhardt, Schloßau und Mudau durch Ulrich von Dürn und seine Gemahlin Adelheid an das Erzstift Mainz.
Um das Jahr 1570 schrieb man den Dorfnamen „Schlossig“. Im Jahre 1803 ging Schloßau kurzzeitig in das Fürstentum Leiningen und 1806 in das Großherzogtum Baden über. Zwischen dem 1. Januar 1936 und 1945 gehörten Waldauerbach und Mörschenhardt zur Gemeinde Schloßau, danach wurde Mörschenhardt wieder selbstständig. Zum 1. Januar 1975 wurde Schloßau in die Gemeinde Mudau eingegliedert.